# Pełka (dziekan krakowski)
Pełka (Fulco, zm. 12 grudnia 1257 lub 1258) – duchowny, dziekan krakowskiej kapituły katedralnej, prepozyt wiślicki.
Pochodził z rodu Zabawów, był bratem biskupa krakowskiego Wisława z Kościelca. Jako prepozyt wiślicki występuje w dokumentach od 8 maja 1239, jako dziekan kapituły krakowskiej od 10 lipca 1241. Funkcję dziekana objął prawdopodobnie dzięki wpływom brata. W czasie zajmowania przez niego funkcji dziekana kapituła uzyskała od Bolesława Wstydliwego pełny immunitet sądowy, w czym zapewne miał swój udział. Charakter dokumentów wystawianych przez Pełkę pozwala przypuszczać, że odbył zagraniczne studia notarialne.
Zapisał kapitule 70 grzywien. W Kalendarzu krakowskim jego zgon zapisano pod datą 12 grudnia (bez roku); śmierć musiała nastąpić najpóźniej w 1258, gdyż w dokumentach z 4 kwietnia 1259 potwierdzony jest jego następca, dziekan Iwo.